# Mateus Machado
Mateus Filipe Gregório Machado (Viçosa, 5 de julho de 1993) é um halterofilista brasileiro que competiu na categoria até 105 kg do halterofilismo nos Jogos Olímpicos de Verão de 2016, no Rio de Janeiro.